# Baigneaux (Eure-et-Loir)
Baigneaux ist eine französische Gemeinde mit 216 Einwohnern (Stand: 1. Januar 2022) im Département Eure-et-Loir in der Region Centre-Val de Loire. Sie gehört zum Arrondissement Châteaudun und ist Mitglied im Gemeindeverband Communauté de communes Cœur de Beauce. Die Einwohner werden Baignolais und Baignolaises genannt. 
Nachbargemeinden sind Tillay-le-Péneux im Nordwesten, Bazoches-les-Hautes im Norden, Santilly im Nordosten, Dambron im Südosten, Poupry im Süden, Lumeau im Südwesten und Loigny-la-Bataille im Westen.

## Bevölkerungsentwicklung

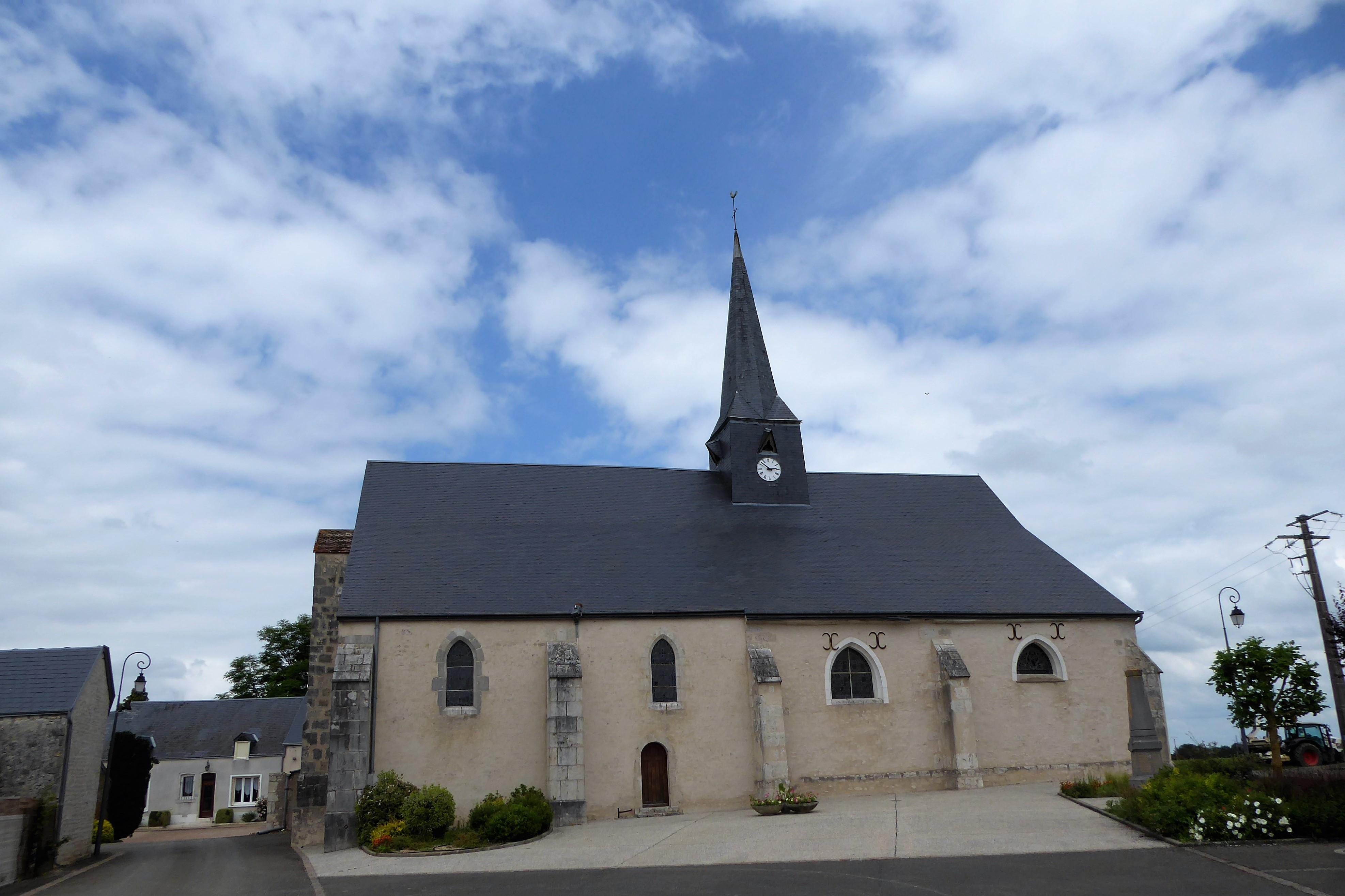
Kirche Sainte-Croix

| Jahr      | 1962 | 1968 | 1975 | 1982 | 1990 | 1999 | 2007 | 2017 |
| --------- | ---- | ---- | ---- | ---- | ---- | ---- | ---- | ---- |
| Einwohner | 329  | 268  | 240  | 198  | 204  | 196  | 218  | 225  |